# Kamień Pomorski (gromada)
Kamień Pomorski (do 30 XII 1959 Trzebieszewo) – dawna gromada, czyli najmniejsza jednostka podziału terytorialnego Polskiej Rzeczypospolitej Ludowej w latach 1954–1972.
Gromady, z gromadzkimi radami narodowymi (GRN) jako organami władzy najniższego stopnia na wsi, funkcjonowały od reformy reorganizującej administrację wiejską przeprowadzonej jesienią 1954 do momentu ich zniesienia z dniem 1 stycznia 1973, tym samym wypierając organizację gminną w latach 1954–1972.
Gromadę Kamień Pomorski z siedzibą GRN w mieście Kamieniu Pomorskim (nie wchodzącym w jej skład) utworzono 31 grudnia 1959 w powiecie kamieńskim w woj. szczecińskim w związku z przeniesieniem siedziby GRN gromady Trzebieszewo z Trzebieszewa do Kamienia Pomorskiego i zmianą nazwy jednostki na gromada Kamień Pomorski; równocześnie do nowo utworzonej gromady Kamień Pomorski włączono miejscowości Buniewice, Chrząszczewko i Chrząszczewo (położone na Wyspie Chrząszczewskiej) z miasta Kamień Pomorski w tymże powiecie.
Pod koniec 1960 w skład gromady Kamień Pomorski wchodziły następujące miejscowości: Borucin, Buniewice, Chrząstowo, Chrząszczewko, Chrząszczewo, Grabowo, Grębowo, Łukęcin, Mokrawica, Radawka, Strzeżewko, Strzeżewo, Świniec, Trzebieszewo, Wapno, Wrzosowo i Żółcino.
1 stycznia 1969 z gromady Kamień Pomorski wyłączono miejscowości Łukęcin, Strzeżewo i Strzeżewko, włączając je do gromady Gostyń w tymże powiecie.
Gromada przetrwała do końca 1972 roku, czyli do kolejnej reformy gminnej. 1 stycznia 1973 w powiecie kamieńskim utworzono gminę Kamień Pomorski.